# San Dalmazio (Pomarance)
San Dalmazio è una frazione del comune italiano di Pomarance, nella provincia di Pisa, in Toscana.

## Geografia fisica
Situato nella Val di Cecina, è attraversato dalla SS439, parte integrante delle colline metallifere pisane. L'altitudine è di 298 metri sul livello del mare.

## Storia
San Dalmazio è creato intorno ad un castello del XI secolo, ma si hanno sue notizie già da documenti storici attorno al 1040, come borgo dipendente dal monastero di San Pietro in Palazzuolo. Nel 1147 viene fondato sul suo territorio un monastero di religiose benedettine, distrutto, poi, da un incendio nel 1438. Papa Eugenio IV concede indulgenze per aiutare la ricostruzione del monastero. Tuttavia, nel 1511, le religiose si trasferiscono a Volterra.
Il borgo perde l'autonomia amministrativa nel 1776, quando è assorbito da Pomarance.

## Monumenti e luoghi d'interesse
- Chiesa di San Dalmazio del XVI secolo, attribuita a Bartolomeo Ammannati.
- Due oratori, uno dell'Istituto della carità e l'altro di San Donnino. In quest'ultimo è custodito un chiodo (detto, appunto, di San Donnino) ritenuto miracoloso per le malattie.
- Casa Serafini, sui cui muri è apposta una targa che commemora il soggiorno a San Dalmazio di Giuseppe Garibaldi, dal 28 agosto al 1º settembre 1849.